# ناشر سومطري بصاق
الناشر السومطري البصَّاق (الاسم العلمي:Naja sumatrana) هو نوع من الزواحف يتبع جنس الناشرات الحقيقية من فصيلة العرابيد.